# Nourard-le-Franc
Nourard-le-Franc ist eine französische Gemeinde mit 295 Einwohnern (Stand: 1. Januar 2022) im Département Oise in der Region Hauts-de-France (vor 2016: Picardie). Die Gemeinde ist Teil des Arrondissements Arrondissement Clermont und ist Teil des Kantons Saint-Just-en-Chaussée. Die Einwohner werden Nourardais genannt.
Nourard-le-Franc gehört zum Gemeindeverband Communauté de communes du Plateau Picard.

## Geographie
Nourard-le-Franc liegt etwa 22 Kilometer ostnordöstlich von Beauvais. Umgeben wird Nourard-le-Franc von den Nachbargemeinden Catillon-Fumenchon im Norden, Saint-Just-en-Chaussée im Osten, Valescourt im Südosten, Le Mesnil-sur-Bulles im Süden, Le Plessier-sur-Bulles im Westen und Südwesten, Le Quesnel-Aubry im Westen sowie Bucamps im Nordwesten.

## Bevölkerungsentwicklung
| 1962                       | 1968 | 1975 | 1982 | 1990 | 1999 | 2006 | 2013 |
| -------------------------- | ---- | ---- | ---- | ---- | ---- | ---- | ---- |
| 227                        | 217  | 250  | 242  | 269  | 326  | 363  | 339  |
| Quellen: Cassini und INSEE |      |      |      |      |      |      |      |

## Sehenswürdigkeiten

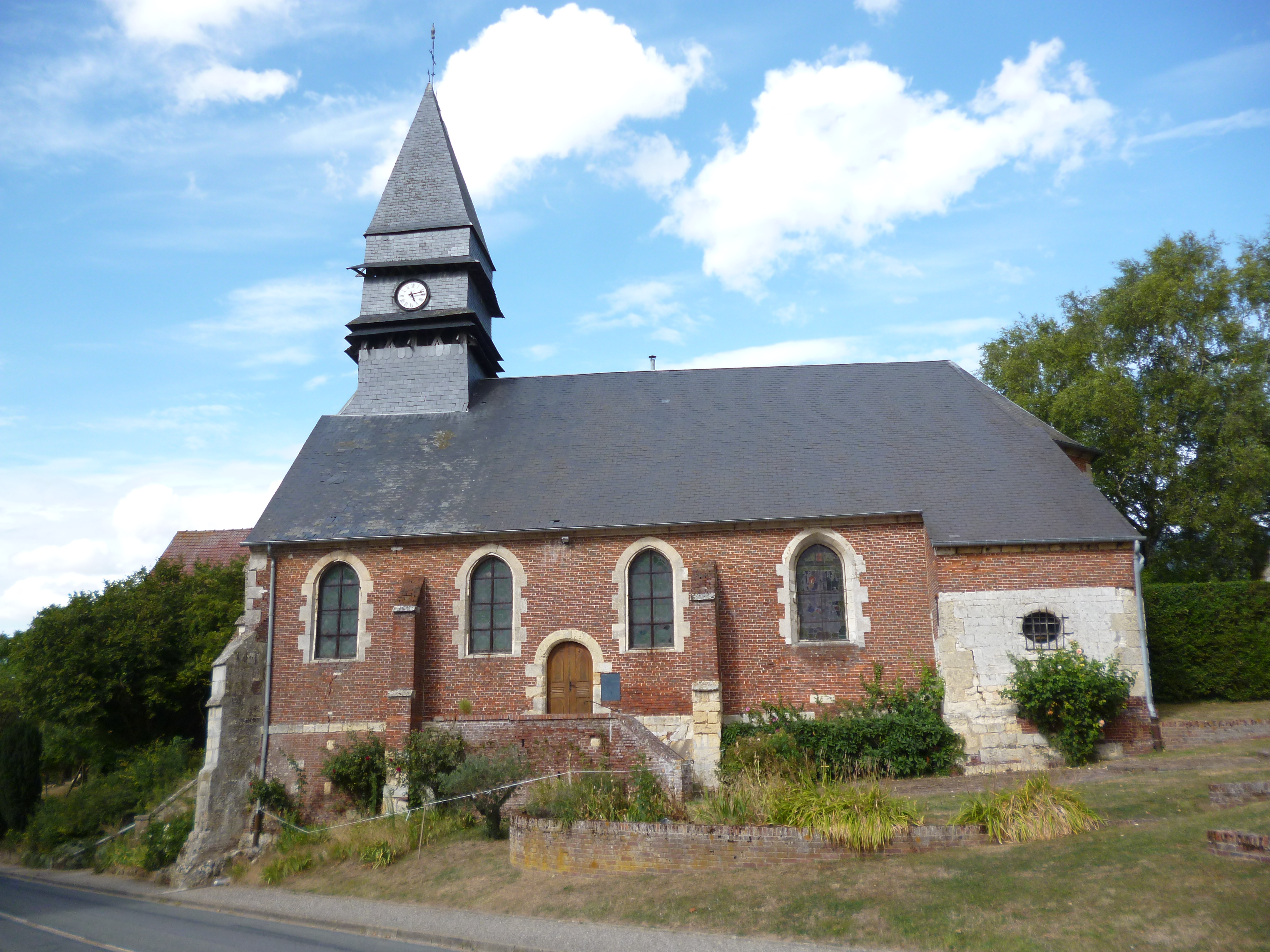
Kirche Saint-Vaast

- Kirche Saint-Vaast, ursprünglich aus dem 16. Jahrhundert
- Friedhofskapelle